# Diaethria bifasciata
Diaethria bifasciata är en fjärilsart som beskrevs av Gustav Weymer 1907. Diaethria bifasciata ingår i släktet Diaethria och familjen praktfjärilar. Inga underarter finns listade i Catalogue of Life.